# THQ Nordic
THQ Nordic (anciennement Nordic Games GmbH) est une société autrichienne, spécialisée dans l'édition de jeux vidéo, localisée à Vienne.

## Historique
L'entreprise s'est constitué un catalogue de marques en rachetant un certain nombre de licences auprès de studios en faillite, comme JoWooD Entertainment (Legend of Kay, Spellforce), DreamCatcher Interactive et THQ (Darksiders) en 2011, ou encore Digital Reality et NovaLogic en 2016.
Lors de la vente des actifs de THQ à la suite de sa faillite, Nordic Games a racheté le studio THQ Digital Phoenix, auquel il a redonné son nom original, Rainbow Studios.
En décembre 2013, le studio Grimlore Games est fondé à Munich.
En 2016, les studios Mirage Game Studios et Foxglove Studios sont fondés respectivement à Karlstad et Stockholm en Suède.
Toujours en 2016, Nordic Games change de nom et devient THQ Nordic.
En octobre 2019, il est annoncé la création de THQ Nordic Japan KK dirigé par Yuji Kato. Le but étant de distribuer les jeux THQ Nordic et HandyGames sur le territoire asiatique.
Le 13 décembre 2019 est annoncé par THQ Nordic la formation d’un nouveau studio, THQ Nordic Barcelona Studio, qui s’occupera du remake du jeu vidéo culte Gothic,.

## Ludographie
| Title                                                        | Platform          | Release date       | Developer                                     | Ref.    |
| ------------------------------------------------------------ | ----------------- | ------------------ | --------------------------------------------- | ------- |
| Arcania: Fall of Setarrif                                    | Microsoft Windows | 24 novembre 2011   | Spellbound Entertainment                      | [ 7 ]   |
| Painkiller: Recurring Evil                                   | Microsoft Windows | 29 février 2012    | Studio Med-Art                                | [ 8 ]   |
| The Book of Unwritten Tales                                  | macOS             | 29 mars 2012       | King Art Games                                | [ 9 ]   |
| SpellForce 2: Faith in Destiny                               | Microsoft Windows | 19 juin 2012       | Trine Games                                   | [ 10 ]  |
| Mystery Series: A Vampire Tale                               | macOS             | 5 juillet 2012     | SC Quantic Lab                                | [ 11 ]  |
| Mystery Series: A Vampire Tale                               | Microsoft Windows | 5 juillet 2012     | SC Quantic Lab                                | [ 12 ]  |
| Dungeon Lords: MMXII                                         | Microsoft Windows | 25 septembre 2012  | Heuristic Park                                | [ 13 ]  |
| Painkiller: Hell & Damnation                                 | Microsoft Windows | 31 octobre 2012    | The Farm 51                                   | [ 14 ]  |
| The Book of Unwritten Tales                                  | Linux             | 6 novembre 2012    | King Art Games                                | [ 9 ]   |
| The Book of Unwritten Tales: The Critter Chronicles          | Linux             | 5 décembre 2012    | King Art Games                                | [ 15 ]  |
| The Book of Unwritten Tales: The Critter Chronicles          | macOS             | 5 décembre 2012    | King Art Games                                | [ 16 ]  |
| The Book of Unwritten Tales: The Critter Chronicles          | Microsoft Windows | 5 décembre 2012    | King Art Games                                | [ 17 ]  |
| Mystery Series: A Vampire Tale                               | iOS               | 16 février 2013    | SC Quantic Lab                                | [ 18 ]  |
| The Raven: Episode 1                                         | Xbox 360          | 12 avril 2013      | King Art Games                                | [ 19 ]  |
| The Raven: Episode 2                                         | Xbox 360          | 12 avril 2013      | King Art Games                                | [ 20 ]  |
| The Raven: Episode 3                                         | Xbox 360          | 12 avril 2013      | King Art Games                                | [ 21 ]  |
| Painkiller: Hell & Damnation                                 | PlayStation 3     | 28 juin 2013       | The Farm 51                                   | [ 22 ]  |
| Painkiller: Hell & Damnation                                 | Xbox 360          | 28 juin 2013       | The Farm 51                                   | [ 23 ]  |
| The Raven: Legacy of a Master Thief                          | Linux             | 23 juillet 2013    | King Art Games                                | [ 24 ]  |
| The Raven: Legacy of a Master Thief                          | macOS             | 23 juillet 2013    | King Art Games                                | [ 25 ]  |
| The Raven: Legacy of a Master Thief                          | Microsoft Windows | 23 juillet 2013    | King Art Games                                | [ 26 ]  |
| Painkiller: Hell & Damnation                                 | Linux             | 16 octobre 2013    | The Farm 51                                   | [ 27 ]  |
| Deadfall Adventures                                          | Microsoft Windows | 15 novembre 2013   | The Farm 51                                   | [ 28 ]  |
| Deadfall Adventures                                          | Xbox 360          | 6 décembre 2013    | The Farm 51                                   | [ 29 ]  |
| The Raven: Legacy of a Master Thief                          | PlayStation 3     | 8 janvier 2014     | King Art Games                                | [ 30 ]  |
| SpellForce 2: Demons of the Past                             | Microsoft Windows | 16 janvier 2014    | Mind Over Matter Studios                      | [ 31 ]  |
| Deadfall Adventures                                          | Linux             | 6 mars 2014        | The Farm 51                                   | [ 32 ]  |
| Painkiller: Hell & Damnation                                 | macOS             | 27 mai 2014        | The Farm 51                                   | [ 33 ]  |
| MX vs. ATV: Supercross                                       | PlayStation 3     | 28 octobre 2014    | Rainbow Studios                               | [ 34 ]  |
| MX vs. ATV: Supercross                                       | Xbox 360          | 28 octobre 2014    | Rainbow Studios                               | [ 34 ]  |
| The Book of Unwritten Tales 2                                | Linux             | 20 février 2015    | King Art Games                                | [ 35 ]  |
| The Book of Unwritten Tales 2                                | macOS             | 20 février 2015    | King Art Games                                | [ 35 ]  |
| The Book of Unwritten Tales 2                                | Microsoft Windows | 20 février 2015    | King Art Games                                | [ 35 ]  |
| Shadowrun Chronicles: Boston Lockdown                        | Linux             | 28 avril 2015      | Cliffhanger Productions                       | [ 36 ]  |
| Shadowrun Chronicles: Boston Lockdown                        | macOS             | 28 avril 2015      | Cliffhanger Productions                       | [ 37 ]  |
| Shadowrun Chronicles: Boston Lockdown                        | Microsoft Windows | 28 avril 2015      | Cliffhanger Productions                       | [ 38 ]  |
| Legend of Kay: Anniversary                                   | macOS             | 28 juillet 2015    | Kaiko                                         | [ 39 ]  |
| Legend of Kay: Anniversary                                   | Microsoft Windows | 28 juillet 2015    | Kaiko                                         | [ 40 ]  |
| Legend of Kay: Anniversary                                   | PlayStation 3     | 28 juillet 2015    | Kaiko                                         | [ 41 ]  |
| Legend of Kay: Anniversary                                   | Xbox 360          | 28 juillet 2015    | Kaiko                                         | [ 42 ]  |
| Legend of Kay: Anniversary                                   | PlayStation 4     | 29 juillet 2015    | Kaiko                                         | [ 43 ]  |
| Legend of Kay: Anniversary                                   | Wii U             | 29 juillet 2015    | Kaiko                                         | [ 44 ]  |
| The Book of Unwritten Tales 2                                | PlayStation 3     | 18 septembre 2015  | King Art Games                                | [ 45 ]  |
| The Book of Unwritten Tales 2                                | PlayStation 4     | 18 septembre 2015  | King Art Games                                | [ 46 ]  |
| The Book of Unwritten Tales 2                                | Xbox 360          | 18 septembre 2015  | King Art Games                                | [ 47 ]  |
| The Book of Unwritten Tales 2                                | Xbox One          | 18 septembre 2015  | King Art Games                                | [ 48 ]  |
| MX vs. ATV Supercross Encore                                 | Microsoft Windows | 27 octobre 2015    | Rainbow Studios                               | [ 49 ]  |
| MX vs. ATV Supercross Encore                                 | PlayStation 4     | 27 octobre 2015    | Rainbow Studios                               | [ 50 ]  |
| Darksiders II: Deathinitive Edition                          | PlayStation 4     | 30 octobre 2015    | Gunfire Games                                 | [ 51 ]  |
| Darksiders II: Deathinitive Edition                          | Xbox One          | 30 octobre 2015    | Gunfire Games                                 | [ 51 ]  |
| Darksiders II: Deathinitive Edition                          | Microsoft Windows | 5 novembre 2015    | Gunfire Games                                 | [ 52 ]  |
| Battle Worlds: Kronos                                        | PlayStation 4     | 26 avril 2016      | King Art Games                                | [ 53 ]  |
| Battle Worlds: Kronos                                        | Xbox One          | 26 avril 2016      | King Art Games                                | [ 54 ]  |
| The Book of Unwritten Tales 2                                | Wii U             | 7 juin 2016        | King Art Games                                | [ 55 ]  |
| MX vs. ATV Supercross Encore                                 | Xbox One          | 15 juillet 2016    | BlitWorks                                     | [ 56 ]  |
| This Is the Police                                           | Linux             | 2 août 2016        | Weappy                                        | [ 57 ]  |
| This Is the Police                                           | Microsoft Windows | 2 août 2016        | Weappy                                        | [ 57 ]  |
| Titan Quest: Anniversary Edition                             | Microsoft Windows | 31 août 2016       | Black Forest Games                            | [ 58 ]  |
| This Is the Police                                           | macOS             | 8 septembre 2016   | Weappy                                        | [ 59 ]  |
| Darksiders: Warmastered Edition                              | PlayStation 4     | 22 novembre 2016   | Kaiko                                         | [ 60 ]  |
| Darksiders: Warmastered Edition                              | Xbox One          | 22 novembre 2016   | Kaiko                                         | [ 60 ]  |
| Darksiders: Warmastered Edition                              | Microsoft Windows | 29 novembre 2016   | Kaiko                                         | [ 60 ]  |
| We Sing                                                      | PlayStation 4     | 1er décembre 2016  | Le Cortex                                     | [ 61 ]  |
| This Is the Police                                           | PlayStation 4     | 22 mars 2017       | Weappy                                        | [ 59 ]  |
| This Is the Police                                           | Xbox One          | 22 mars 2017       | Weappy                                        | [ 59 ]  |
| De Blob                                                      | Microsoft Windows | 27 avril 2017      | BlitWorks                                     | [ 62 ]  |
| Darksiders: Warmastered Edition                              | Wii U             | 23 mai 2017        | Kaiko                                         | [ 63 ]  |
| Lock's Quest                                                 | Linux             | 30 mai 2017        | Digital Continue                              | [ 64 ]  |
| Lock's Quest                                                 | macOS             | 30 mai 2017        | Digital Continue                              | [ 64 ]  |
| Lock's Quest                                                 | Microsoft Windows | 30 mai 2017        | Digital Continue                              | [ 64 ]  |
| Lock's Quest                                                 | PlayStation 4     | 30 mai 2017        | Digital Continue                              | [ 64 ]  |
| Lock's Quest                                                 | Xbox One          | 30 mai 2017        | Digital Continue                              | [ 64 ]  |
| Neighbours from Hell: Season One                             | Android           | 30 mai 2017        | Big Moon Entertainment                        |         |
| Neighbours from Hell: Season One                             | iOS               | 30 mai 2017        | Big Moon Entertainment                        |         |
| De Blob 2                                                    | Microsoft Windows | 22 juin 2017       | BlitWorks                                     | [ 65 ]  |
| Sine Mora EX                                                 | Microsoft Windows | 8 août 2017        | Digital Reality                               | [ 66 ]  |
| Sine Mora EX                                                 | PlayStation 4     | 8 août 2017        | Digital Reality                               | [ 66 ]  |
| Sine Mora EX                                                 | Xbox One          | 8 août 2017        | Digital Reality                               | [ 66 ]  |
| Snipers vs. Thieves                                          | Android           | 17 août 2017       | Foxglove Studios                              |         |
| Snipers vs. Thieves                                          | iOS               | 17 août 2017       | Foxglove Studios                              |         |
| Puzzle Pests                                                 | Android           | 28 août 2017       | Foxglove Studios                              |         |
| Puzzle Pests                                                 | iOS               | 28 août 2017       | Foxglove Studios                              |         |
| Baja: Edge of Control HD                                     | Microsoft Windows | 14 septembre 2017  | 2XL Games                                     | [ 67 ]  |
| Baja: Edge of Control HD                                     | PlayStation 4     | 14 septembre 2017  | BlitWorks                                     | [ 67 ]  |
| Baja: Edge of Control HD                                     | Xbox One          | 14 septembre 2017  | BlitWorks                                     | [ 67 ]  |
| Sine Mora EX                                                 | Nintendo Switch   | 26 septembre 2017  | Digital Reality                               | [ 68 ]  |
| Battle Chasers: Nightwar                                     | macOS             | 3 octobre 2017     | Airship Syndicate                             | [ 69 ]  |
| Battle Chasers: Nightwar                                     | Microsoft Windows | 3 octobre 2017     | Airship Syndicate                             | [ 69 ]  |
| Battle Chasers: Nightwar                                     | PlayStation 4     | 3 octobre 2017     | Airship Syndicate                             | [ 69 ]  |
| Battle Chasers: Nightwar                                     | Xbox One          | 3 octobre 2017     | Airship Syndicate                             | [ 69 ]  |
| ELEX                                                         | Microsoft Windows | 17 octobre 2017    | Piranha Bytes                                 | [ 70 ]  |
| ELEX                                                         | PlayStation 4     | 17 octobre 2017    | Piranha Bytes                                 | [ 70 ]  |
| ELEX                                                         | Xbox One          | 17 octobre 2017    | Piranha Bytes                                 | [ 70 ]  |
| We Sing Pop!                                                 | PlayStation 4     | 24 octobre 2017    | Le Cortex                                     | [ 71 ]  |
| We Sing Pop!                                                 | Xbox One          | 24 octobre 2017    | Le Cortex                                     | [ 72 ]  |
| The Muscle Hustle                                            | Android           | 1er novembre 2017  | Foxglove Studios                              |         |
| The Muscle Hustle                                            | iOS               | 1er novembre 2017  | Foxglove Studios                              |         |
| Sphinx and the Cursed Mummy                                  | Linux             | 10 novembre 2017   | Eurocom Developments                          | [ 73 ]  |
| Sphinx and the Cursed Mummy                                  | macOS             | 10 novembre 2017   | Eurocom Developments                          | [ 73 ]  |
| Sphinx and the Cursed Mummy                                  | Microsoft Windows | 10 novembre 2017   | Eurocom Developments                          | [ 73 ]  |
| De Blob                                                      | PlayStation 4     | 14 novembre 2017   | BlitWorks                                     | [ 74 ]  |
| De Blob                                                      | Xbox One          | 14 novembre 2017   | BlitWorks                                     | [ 74 ]  |
| Titan Quest: Ragnarök                                        | Microsoft Windows | 17 novembre 2017   | Pieces Interactive                            | [ 75 ]  |
| Black Mirror                                                 | Linux             | 28 novembre 2017   | King Art Games                                | [ 76 ]  |
| Black Mirror                                                 | macOS             | 28 novembre 2017   | King Art Games                                | [ 76 ]  |
| Black Mirror                                                 | Microsoft Windows | 28 novembre 2017   | King Art Games                                | [ 76 ]  |
| Black Mirror                                                 | PlayStation 4     | 28 novembre 2017   | King Art Games                                | [ 76 ]  |
| Black Mirror                                                 | Xbox One          | 28 novembre 2017   | King Art Games                                | [ 76 ]  |
| This Is the Police                                           | Nintendo Switch   | 5 décembre 2017    | Weappy                                        | [ 77 ]  |
| SpellForce 3                                                 | Microsoft Windows | 7 décembre 2017    | Grimlore Games                                | [ 78 ]  |
| Rad Rodgers                                                  | Microsoft Windows | 21 février 2018    | Slipgate Studios / 3D Realms                  | [ 79 ]  |
| Rad Rodgers                                                  | PlayStation 4     | 21 février 2018    | Slipgate Studios / 3D Realms                  | [ 80 ]  |
| Rad Rodgers                                                  | Xbox One          | 21 février 2018    | Slipgate Studios / 3D Realms                  | [ 80 ]  |
| De Blob 2                                                    | PlayStation 4     | 27 février 2018    | BlitWorks                                     | [ 81 ]  |
| De Blob 2                                                    | Xbox One          | 27 février 2018    | BlitWorks                                     | [ 81 ]  |
| The Raven Remastered                                         | Linux             | 13 mars 2018       | King Art Games                                | [ 82 ]  |
| The Raven Remastered                                         | macOS             | 13 mars 2018       | King Art Games                                | [ 82 ]  |
| The Raven Remastered                                         | Microsoft Windows | 13 mars 2018       | King Art Games                                | [ 82 ]  |
| The Raven Remastered                                         | PlayStation 4     | 13 mars 2018       | King Art Games                                | [ 82 ]  |
| The Raven Remastered                                         | Xbox One          | 13 mars 2018       | King Art Games                                | [ 82 ]  |
| Titan Quest                                                  | PlayStation 4     | 20 mars 2018       | Black Forest Games                            | [ 83 ]  |
| Titan Quest                                                  | Xbox One          | 20 mars 2018       | Black Forest Games                            | [ 83 ]  |
| MX vs. ATV All Out                                           | Microsoft Windows | 27 mars 2018       | Rainbow Studios                               | [ 84 ]  |
| MX vs. ATV All Out                                           | PlayStation 4     | 27 mars 2018       | Rainbow Studios                               | [ 84 ]  |
| MX vs. ATV All Out                                           | Xbox One          | 27 mars 2018       | Rainbow Studios                               | [ 84 ]  |
| Battle Chasers: Nightwar                                     | Nintendo Switch   | 15 mai 2018        | Airship Syndicate                             | [ 85 ]  |
| Battle Chasers: Nightwar                                     | Linux             | 28 mai 2018        | Airship Syndicate                             | [ 86 ]  |
| Legend of Kay: Anniversary                                   | Nintendo Switch   | 29 mai 2018        | Kaiko                                         | [ 87 ]  |
| Wreckfest                                                    | Microsoft Windows | 14 juin 2018       | Bugbear Entertainment                         | [ 88 ]  |
| De Blob                                                      | Nintendo Switch   | 26 juin 2018       | BlitWorks                                     | [ 89 ]  |
| Red Faction: Guerrilla – Re-Mars-tered                       | Microsoft Windows | 3 juillet 2018     | Kaiko                                         | [ 90 ]  |
| Red Faction: Guerrilla – Re-Mars-tered                       | PlayStation 4     | 3 juillet 2018     | Kaiko                                         | [ 90 ]  |
| Red Faction: Guerrilla – Re-Mars-tered                       | Xbox One          | 3 juillet 2018     | Kaiko                                         | [ 90 ]  |
| This Is the Police 2                                         | Linux             | 31 juillet 2018    | Weappy                                        | [ 91 ]  |
| This Is the Police 2                                         | macOS             | 31 juillet 2018    | Weappy                                        | [ 91 ]  |
| This Is the Police 2                                         | Microsoft Windows | 31 juillet 2018    | Weappy                                        | [ 91 ]  |
| Titan Quest                                                  | Nintendo Switch   | 31 juillet 2018    | Black Forest Games                            | [ 92 ]  |
| De Blob 2                                                    | Nintendo Switch   | 28 août 2018       | BlitWorks                                     | [ 93 ]  |
| This Is the Police 2                                         | Nintendo Switch   | 25 septembre 2018  | Weappy                                        | [ 94 ]  |
| This Is the Police 2                                         | PlayStation 4     | 25 septembre 2018  | Weappy                                        | [ 94 ]  |
| This Is the Police 2                                         | Xbox One          | 25 septembre 2018  | Weappy                                        | [ 94 ]  |
| Darksiders III                                               | Microsoft Windows | 27 novembre 2018   | Gunfire Games                                 | [ 95 ]  |
| Darksiders III                                               | PlayStation 4     | 27 novembre 2018   | Gunfire Games                                 | [ 95 ]  |
| Darksiders III                                               | Xbox One          | 27 novembre 2018   | Gunfire Games                                 | [ 95 ]  |
| Jagged Alliance: Rage!                                       | Microsoft Windows | 6 décembre 2018    | Cliffhanger Productions                       | [ 96 ]  |
| Jagged Alliance: Rage!                                       | PlayStation 4     | 6 décembre 2018    | Cliffhanger Productions                       | [ 96 ]  |
| Jagged Alliance: Rage!                                       | Xbox One          | 6 décembre 2018    | Cliffhanger Productions                       | [ 96 ]  |
| The Raven Remastered                                         | Nintendo Switch   | 22 janvier 2019    | King Art Games                                | [ 97 ]  |
| Sphinx and the Cursed Mummy                                  | Nintendo Switch   | 29 janvier 2019    | Eurocom Developments                          | [ 98 ]  |
| The Book of Unwritten Tales 2                                | Nintendo Switch   | 5 février 2019     | King Art Games                                | [ 99 ]  |
| Darksiders III: The Crucible                                 | Microsoft Windows | 26 février 2019    | Gunfire Games                                 | [ 100 ] |
| Darksiders III: The Crucible                                 | PlayStation 4     | 26 février 2019    | Gunfire Games                                 | [ 100 ] |
| Darksiders III: The Crucible                                 | Xbox One          | 26 février 2019    | Gunfire Games                                 | [ 100 ] |
| Darksiders: Warmastered Edition                              | Nintendo Switch   | 2 avril 2019       | Kaiko                                         | [ 101 ] |
| Fade to Silence                                              | Microsoft Windows | 30 avril 2019      | Black Forest Games / Ringtail Studios Estonia | [ 102 ] |
| Fade to Silence                                              | PlayStation 4     | 30 avril 2019      | Black Forest Games / Ringtail Studios Estonia | [ 102 ] |
| Fade to Silence                                              | Xbox One          | 30 avril 2019      | Black Forest Games / Ringtail Studios Estonia | [ 102 ] |
| Titan Quest: Atlantis                                        | Microsoft Windows | 9 mai 2019         | Pieces Interactive                            | [ 103 ] |
| SpellForce 3: Soul Harvest                                   | Microsoft Windows | 28 mai 2019        | Grimlore Games                                | [ 104 ] |
| Battle Worlds: Kronos                                        | Nintendo Switch   | 11 juin 2019       | King Art Games                                | [ 105 ] |
| Monster Jam: Steel Titans                                    | Microsoft Windows | 25 juin 2019       | Rainbow Studios                               | [ 106 ] |
| Monster Jam: Steel Titans                                    | PlayStation 4     | 25 juin 2019       | Rainbow Studios                               | [ 106 ] |
| Monster Jam: Steel Titans                                    | Xbox One          | 25 juin 2019       | Rainbow Studios                               | [ 106 ] |
| Red Faction: Guerrilla Re-Mars-tered                         | Nintendo Switch   | 2 juillet 2019     | Kaiko                                         | [ 107 ] |
| Darksiders III: Keepers of the Void                          | Microsoft Windows | 16 juillet 2019    | Gunfire Games                                 | [ 108 ] |
| Darksiders III: Keepers of the Void                          | PlayStation 4     | 16 juillet 2019    | Gunfire Games                                 | [ 108 ] |
| Darksiders III: Keepers of the Void                          | Xbox One          | 16 juillet 2019    | Gunfire Games                                 | [ 108 ] |
| Wreckfest                                                    | PlayStation 4     | 27 août 2019       | Bugbear Entertainment                         | [ 109 ] |
| Wreckfest                                                    | Xbox One          | 27 août 2019       | Bugbear Entertainment                         | [ 109 ] |
| Rebel Cops                                                   | Microsoft Windows | 17 septembre 2019  | Weappy                                        | [ 110 ] |
| Rebel Cops                                                   | Nintendo Switch   | 17 septembre 2019  | Weappy                                        | [ 110 ] |
| Rebel Cops                                                   | PlayStation 4     | 17 septembre 2019  | Weappy                                        | [ 110 ] |
| Rebel Cops                                                   | Xbox One          | 17 septembre 2019  | Weappy                                        | [ 110 ] |
| Darksiders II: Deathinitive Edition                          | Nintendo Switch   | 26 septembre 2019  | Gunfire Games                                 | [ 111 ] |
| Monkey King: Hero Is Back                                    | Microsoft Windows | 17 octobre 2019    | HexaDrive / DEC / Virtuos                     | [ 112 ] |
| Monkey King: Hero Is Back                                    | PlayStation 4     | 17 octobre 2019    | HexaDrive / DEC / Virtuos                     | [ 112 ] |
| Monster Jam: Steel Titans                                    | Nintendo Switch   | 13 novembre 2019   | Rainbow Studios                               | [ 113 ] |
| Monkey King: Hero Is Back - Uproar in Heaven                 | Microsoft Windows | 21 novembre 2019   | HexaDrive                                     | [ 114 ] |
| Monkey King: Hero Is Back - Uproar in Heaven                 | PlayStation 4     | 21 novembre 2019   | HexaDrive                                     | [ 114 ] |
| Darksiders Genesis                                           | Stadia            | 5 décembre 2019    | Airship Syndicate                             | [ 115 ] |
| Darksiders Genesis                                           | Microsoft Windows | 5 décembre 2019    | Airship Syndicate                             | [ 115 ] |
| Monkey King: Hero Is Back - Mind Palace                      | Microsoft Windows | 19 décembre 2019   | HexaDrive                                     | [ 116 ] |
| Monkey King: Hero Is Back - Mind Palace                      | PlayStation 4     | 19 décembre 2019   | HexaDrive                                     | [ 116 ] |
| Darksiders Genesis                                           | Nintendo Switch   | 14 février 2020    | Airship Syndicate                             | [ 115 ] |
| Darksiders Genesis                                           | PlayStation 4     | 14 février 2020    | Airship Syndicate                             | [ 115 ] |
| Darksiders Genesis                                           | Xbox One          | 14 février 2020    | Airship Syndicate                             | [ 115 ] |
| DCL - The Game                                               | Microsoft Windows | 18 février 2020    | Climax Studios                                | [ 117 ] |
| DCL - The Game                                               | PlayStation 4     | 18 février 2020    | Climax Studios                                | [ 117 ] |
| DCL - The Game                                               | Xbox One          | 18 février 2020    | Climax Studios                                | [ 117 ] |
| Titan Quest: Ragnarök                                        | PlayStation 4     | 24 mars 2020       | Pieces Interactive                            | [ 118 ] |
| Titan Quest: Ragnarök                                        | Xbox One          | 24 mars 2020       | Pieces Interactive                            | [ 118 ] |
| Titan Quest: Atlantis                                        | PlayStation 4     | 31 mars 2020       | Pieces Interactive                            | [ 119 ] |
| Titan Quest: Atlantis                                        | Xbox One          | 31 mars 2020       | Pieces Interactive                            | [ 119 ] |
| Desperados III                                               | Microsoft Windows | 16 juin 2020       | Mimimi Games                                  | [ 120 ] |
| Desperados III                                               | PlayStation 4     | 16 juin 2020       | Mimimi Games                                  | [ 120 ] |
| Desperados III                                               | Xbox One          | 16 juin 2020       | Mimimi Games                                  | [ 120 ] |
| SpongeBob SquarePants: Battle for Bikini Bottom – Rehydrated | Microsoft Windows | 23 juin 2020       | Purple Lamp Studios                           | [ 121 ] |
| SpongeBob SquarePants: Battle for Bikini Bottom – Rehydrated | Nintendo Switch   | 23 juin 2020       | Purple Lamp Studios                           | [ 121 ] |
| SpongeBob SquarePants: Battle for Bikini Bottom – Rehydrated | PlayStation 4     | 23 juin 2020       | Purple Lamp Studios                           | [ 121 ] |
| SpongeBob SquarePants: Battle for Bikini Bottom – Rehydrated | Xbox One          | 23 juin 2020       | Purple Lamp Studios                           | [ 121 ] |
| Titan Quest: Atlantis                                        | Nintendo Switch   | 23 juin 2020       | Pieces Interactive                            |         |
| Titan Quest: Ragnarök                                        | Nintendo Switch   | 30 juin 2020       | Pieces Interactive                            |         |
| Destroy All Humans!                                          | Microsoft Windows | 28 juillet 2020    | Black Forest Games                            | [ 122 ] |
| Destroy All Humans!                                          | PlayStation 4     | 28 juillet 2020    | Black Forest Games                            | [ 122 ] |
| Destroy All Humans!                                          | Xbox One          | 28 juillet 2020    | Black Forest Games                            | [ 122 ] |
| MX vs. ATV All Out                                           | Nintendo Switch   | 1er septembre 2020 | Rainbow Studios                               | [ 123 ] |
| Kingdoms of Amalur: Re-Reckoning                             | Microsoft Windows | 8 septembre 2020   | Kaiko                                         | [ 124 ] |
| Kingdoms of Amalur: Re-Reckoning                             | PlayStation 4     | 8 septembre 2020   | Kaiko                                         | [ 124 ] |
| Kingdoms of Amalur: Re-Reckoning                             | Xbox One          | 8 septembre 2020   | Kaiko                                         | [ 124 ] |
| AquaNox: Deep Descent                                        | Microsoft Windows | 16 octobre 2020    | Digital Arrow                                 | [ 125 ] |
| SpellForce 3: Fallen God                                     | Microsoft Windows | 3 novembre 2020    | Grimlore Games                                | [ 126 ] |
| SpellForce 3: Versus                                         | Microsoft Windows | 3 novembre 2020    | Grimlore Games                                | [ 126 ] |
| Chronos: Before the Ashes                                    | Stadia            | 1er décembre 2020  | Gunfire Games                                 | [ 127 ] |
| Chronos: Before the Ashes                                    | Microsoft Windows | 1er décembre 2020  | Gunfire Games                                 | [ 127 ] |
| Chronos: Before the Ashes                                    | Nintendo Switch   | 1er décembre 2020  | Gunfire Games                                 | [ 127 ] |
| Chronos: Before the Ashes                                    | PlayStation 4     | 1er décembre 2020  | Gunfire Games                                 | [ 127 ] |
| Chronos: Before the Ashes                                    | Xbox One          | 1er décembre 2020  | Gunfire Games                                 | [ 127 ] |
| Monster Jam: Steel Titans                                    | Stadia            | 1er décembre 2020  | Rainbow Studios                               | [ 128 ] |
| Destroy All Humans!                                          | Stadia            | 8 décembre 2020    | Black Forest Games                            | [ 129 ] |
| SpongeBob SquarePants: Battle for Bikini Bottom – Rehydrated | Stadia            | 8 décembre 2020    | Purple Lamp Studios                           | [ 129 ] |
| Monster Jam: Steel Titans 2                                  | Stadia            | 2 mars 2021        | Rainbow Studios                               | [ 130 ] |
| Monster Jam: Steel Titans 2                                  | Microsoft Windows | 2 mars 2021        | Rainbow Studios                               | [ 130 ] |
| Monster Jam: Steel Titans 2                                  | Nintendo Switch   | 2 mars 2021        | Rainbow Studios                               | [ 130 ] |
| Monster Jam: Steel Titans 2                                  | PlayStation 4     | 2 mars 2021        | Rainbow Studios                               | [ 130 ] |
| Monster Jam: Steel Titans 2                                  | Xbox One          | 2 mars 2021        | Rainbow Studios                               | [ 130 ] |
| Kingdoms of Amalur: Re-Reckoning                             | Nintendo Switch   | 16 mars 2021       | Kaiko                                         | [ 131 ] |
| Darksiders: Warmastered Edition                              | GeForce Now       | 22 avril 2021      | Kaiko                                         | [ 132 ] |
| Biomutant                                                    | Microsoft Windows | 25 mai 2021        | Experiment 101                                | [ 133 ] |
| Biomutant                                                    | PlayStation 4     | 25 mai 2021        | Experiment 101                                | [ 133 ] |
| Biomutant                                                    | Xbox One          | 25 mai 2021        | Experiment 101                                | [ 133 ] |
| Wreckfest                                                    | PlayStation 5     | 1er juin 2021      | Bugbear Entertainment                         | [ 134 ] |
| Wreckfest                                                    | Xbox Series X/S   | 1er juin 2021      | Bugbear Entertainment                         | [ 134 ] |
| We Are Football                                              | Microsoft Windows | 10 juin 2021       | Winning Streak Games                          | [ 135 ] |
| Destroy All Humans!                                          | Nintendo Switch   | 29 juin 2021       | Black Forest Games / Black Shamrock           | [ 136 ] |
| Comanche                                                     | Microsoft Windows | 26 août 2021       | Ashborne Games                                | [ 137 ] |
| Darksiders II: Deathinitive Edition                          | Stadia            | 1er septembre 2021 | Gunfire Games                                 | [ 138 ] |
| Darksiders III                                               | Nintendo Switch   | 30 septembre 2021  | Gunfire Games                                 | [ 139 ] |
| Wreckfest                                                    | Stadia            | 1er décembre 2021  | Bugbear Entertainment                         | [ 140 ] |
| Titan Quest: Eternal Embers                                  | Microsoft Windows | 3 décembre 2021    | Digital Arrow                                 | [ 141 ] |
| This Is the President                                        | Microsoft Windows | 6 décembre 2021    | Super PAC                                     | [ 142 ] |
| This Is the President                                        | Linux             | 9 décembre 2021    | Super PAC                                     | [ 142 ] |
| This Is the President                                        | macOS             | 9 décembre 2021    | Super PAC                                     | [ 142 ] |
| Kingdoms of Amalur: Re-Reckoning – Fatesworn                 | Microsoft Windows | 14 décembre 2021   | Kaiko                                         | [ 143 ] |
| Kingdoms of Amalur: Re-Reckoning – Fatesworn                 | PlayStation 4     | 14 décembre 2021   | Kaiko                                         | [ 143 ] |
| Kingdoms of Amalur: Re-Reckoning – Fatesworn                 | Xbox One          | 14 décembre 2021   | Kaiko                                         | [ 143 ] |
| Expeditions: Rome                                            | Microsoft Windows | 20 janvier 2022    | Logic Artists                                 | [ 144 ] |
| ELEX II                                                      | Microsoft Windows | 1er mars 2022      | Piranha Bytes                                 | [ 145 ] |
| ELEX II                                                      | PlayStation 4     | 1er mars 2022      | Piranha Bytes                                 | [ 145 ] |
| ELEX II                                                      | PlayStation 5     | 1er mars 2022      | Piranha Bytes                                 | [ 145 ] |
| ELEX II                                                      | Xbox One          | 1er mars 2022      | Piranha Bytes                                 | [ 145 ] |
| ELEX II                                                      | Xbox Series X/S   | 1er mars 2022      | Piranha Bytes                                 | [ 145 ] |
| ELEX II                                                      | GeForce Now       | 3 mars 2022        | Piranha Bytes                                 | [ 146 ] |
| Destroy All Humans!: Clone Carnage                           | Microsoft Windows | 1er juin 2022      | Black Forest Games                            | [ 147 ] |
| Destroy All Humans!: Clone Carnage                           | PlayStation 4     | 1er juin 2022      | Black Forest Games                            | [ 147 ] |
| Destroy All Humans!: Clone Carnage                           | Xbox One          | 1er juin 2022      | Black Forest Games                            | [ 147 ] |
| SpellForce 3: Reforced                                       | PlayStation 4     | 7 juin 2022        | BlitWorks                                     | [ 148 ] |
| SpellForce 3: Reforced                                       | PlayStation 5     | 7 juin 2022        | BlitWorks                                     | [ 148 ] |
| SpellForce 3: Reforced                                       | Xbox One          | 7 juin 2022        | BlitWorks                                     | [ 148 ] |
| SpellForce 3: Reforced                                       | Xbox Series X/S   | 7 juin 2022        | BlitWorks                                     | [ 148 ] |
| SpellForce 3: Reforced – Fallen God                          | PlayStation 4     | 7 juin 2022        | BlitWorks                                     | [ 148 ] |
| SpellForce 3: Reforced – Fallen God                          | PlayStation 5     | 7 juin 2022        | BlitWorks                                     | [ 148 ] |
| SpellForce 3: Reforced – Fallen God                          | Xbox One          | 7 juin 2022        | BlitWorks                                     | [ 148 ] |
| SpellForce 3: Reforced – Fallen God                          | Xbox Series X/S   | 7 juin 2022        | BlitWorks                                     | [ 148 ] |
| SpellForce 3: Reforced – Soul Harvest                        | PlayStation 4     | 7 juin 2022        | BlitWorks                                     | [ 148 ] |
| SpellForce 3: Reforced – Soul Harvest                        | PlayStation 5     | 7 juin 2022        | BlitWorks                                     | [ 148 ] |
| SpellForce 3: Reforced – Soul Harvest                        | Xbox One          | 7 juin 2022        | BlitWorks                                     | [ 148 ] |
| SpellForce 3: Reforced – Soul Harvest                        | Xbox Series X/S   | 7 juin 2022        | BlitWorks                                     | [ 148 ] |
| The Guild 3                                                  | Microsoft Windows | 14 juin 2022       | Purple Lamp Studios                           | [ 149 ] |
| The Guild 3                                                  | GeForce Now       | 14 juin 2022       | Purple Lamp Studios                           | [ 149 ] |
| Wreckfest                                                    | Nintendo Switch   | 21 juin 2022       | Bugbear Entertainment                         | [ 150 ] |
| MX vs. ATV Legends                                           | Microsoft Windows | 28 juin 2022       | Rainbow Studios                               | [ 151 ] |
| MX vs. ATV Legends                                           | PlayStation 4     | 28 juin 2022       | Rainbow Studios                               | [ 151 ] |
| MX vs. ATV Legends                                           | PlayStation 5     | 28 juin 2022       | Rainbow Studios                               | [ 151 ] |
| MX vs. ATV Legends                                           | Xbox One          | 28 juin 2022       | Rainbow Studios                               | [ 151 ] |
| MX vs. ATV Legends                                           | Xbox Series X/S   | 28 juin 2022       | Rainbow Studios                               | [ 151 ] |
| MX vs. ATV Legends: 2022 AMA Pro Motocross Championship      | Microsoft Windows | 28 juin 2022       | Rainbow Studios                               | [ 152 ] |
| MX vs. ATV Legends: 2022 AMA Pro Motocross Championship      | PlayStation 4     | 28 juin 2022       | Rainbow Studios                               | [ 152 ] |
| MX vs. ATV Legends: 2022 AMA Pro Motocross Championship      | PlayStation 5     | 28 juin 2022       | Rainbow Studios                               | [ 152 ] |
| MX vs. ATV Legends: 2022 AMA Pro Motocross Championship      | Xbox One          | 28 juin 2022       | Rainbow Studios                               | [ 152 ] |
| MX vs. ATV Legends: 2022 AMA Pro Motocross Championship      | Xbox Series X/S   | 28 juin 2022       | Rainbow Studios                               | [ 152 ] |
| Way of the Hunter                                            | Microsoft Windows | 16 août 2022       | Nine Rocks Games                              | [ 153 ] |
| Way of the Hunter                                            | PlayStation 5     | 16 août 2022       | Nine Rocks Games                              | [ 153 ] |
| Way of the Hunter                                            | Xbox Series X/S   | 16 août 2022       | Nine Rocks Games                              | [ 153 ] |
| Destroy All Humans! 2: Reprobed                              | Microsoft Windows | 30 août 2022       | Black Forest Games                            | [ 154 ] |
| Destroy All Humans! 2: Reprobed                              | PlayStation 5     | 30 août 2022       | Black Forest Games                            | [ 154 ] |
| Destroy All Humans! 2: Reprobed                              | Xbox Series X/S   | 30 août 2022       | Black Forest Games                            | [ 154 ] |
| Biomutant                                                    | PlayStation 5     | 6 septembre 2022   | Experiment 101                                | [ 155 ] |
| Biomutant                                                    | Xbox Series X/S   | 6 septembre 2022   | Experiment 101                                | [ 155 ] |
| SuperPower 3                                                 | Microsoft Windows | 7 octobre 2022     | GolemLabs                                     | [ 156 ] |
| The Valiant                                                  | Microsoft Windows | 19 octobre 2022    | Kite Games                                    | [ 157 ] |
| MX vs. ATV Legends: Supercross World Tour                    | Microsoft Windows | 8 novembre 2022    | Rainbow Studios                               | [ 158 ] |
| MX vs. ATV Legends: Supercross World Tour                    | PlayStation 4     | 8 novembre 2022    | Rainbow Studios                               | [ 158 ] |
| MX vs. ATV Legends: Supercross World Tour                    | PlayStation 5     | 8 novembre 2022    | Rainbow Studios                               | [ 158 ] |
| MX vs. ATV Legends: Supercross World Tour                    | Xbox One          | 8 novembre 2022    | Rainbow Studios                               | [ 158 ] |
| MX vs. ATV Legends: Supercross World Tour                    | Xbox Series X/S   | 8 novembre 2022    | Rainbow Studios                               | [ 158 ] |
| We Are Football: National Teams                              | Microsoft Windows | 14 novembre 2022   | Winning Streak Games                          | [ 159 ] |
| Knights of Honor II: Sovereign                               | Microsoft Windows | 6 décembre 2022    | Black Sea Games                               | [ 160 ] |
| Risen                                                        | Nintendo Switch   | 24 janvier 2023    | Piranha Bytes                                 | [ 161 ] |
| Risen                                                        | PlayStation 4     | 24 janvier 2023    | Piranha Bytes                                 | [ 161 ] |
| Risen                                                        | Xbox One          | 24 janvier 2023    | Piranha Bytes                                 | [ 161 ] |
| AEW Fight Forever                                            | Microsoft Windows | 28 juin 2023       | Yuke's                                        | [ 162 ] |
| AEW Fight Forever                                            | Nintendo Switch   | 28 juin 2023       | Yuke's                                        | [ 162 ] |
| AEW Fight Forever                                            | PlayStation 4     | 28 juin 2023       | Yuke's                                        | [ 162 ] |
| AEW Fight Forever                                            | PlayStation 5     | 28 juin 2023       | Yuke's                                        | [ 162 ] |
| AEW Fight Forever                                            | Xbox One          | 28 juin 2023       | Yuke's                                        | [ 162 ] |
| AEW Fight Forever                                            | Xbox Series X/S   | 28 juin 2023       | Yuke's                                        | [ 162 ] |
| SpongeBob SquarePants: The Cosmic Shake                      | Microsoft Windows | 31 janvier 2023    | Purple Lamp Studios                           | [ 163 ] |
| SpongeBob SquarePants: The Cosmic Shake                      | Nintendo Switch   | 31 janvier 2023    | Purple Lamp Studios                           | [ 163 ] |
| SpongeBob SquarePants: The Cosmic Shake                      | PlayStation 4     | 31 janvier 2023    | Purple Lamp Studios                           | [ 163 ] |
| SpongeBob SquarePants: The Cosmic Shake                      | Xbox One          | 31 janvier 2023    | Purple Lamp Studios                           | [ 163 ] |
| Tempest Rising                                               | Microsoft Windows | TBA                | Slipgate Ironworks, 2B Games                  | [ 164 ] |
| Alone in the Dark                                            | Microsoft Windows | 20 mars 2024       | Pieces Interactive                            | [ 165 ] |
| Alone in the Dark                                            | PlayStation 5     | 20 mars 2024       | Pieces Interactive                            | [ 165 ] |
| Alone in the Dark                                            | Xbox Series X/S   | 20 mars 2024       | Pieces Interactive                            | [ 165 ] |
| Epic Mickey: Rebrushed                                       | Microsoft Windows | 2024               | Purple Lamp Studios                           | ,       |
| Epic Mickey: Rebrushed                                       | Nintendo Switch   | 2024               | Purple Lamp Studios                           | ,       |
| Epic Mickey: Rebrushed                                       | PlayStation 4     | 2024               | Purple Lamp Studios                           | ,       |
| Epic Mickey: Rebrushed                                       | PlayStation 5     | 2024               | Purple Lamp Studios                           | ,       |
| Epic Mickey: Rebrushed                                       | Xbox One          | 2024               | Purple Lamp Studios                           | ,       |
| Epic Mickey: Rebrushed                                       | Xbox Series X/S   | 2024               | Purple Lamp Studios                           | ,       |
| Gothic                                                       | Microsoft Windows | TBA                | Alkimia Interactive, Gate21                   | [ 168 ] |
| Gothic                                                       | PlayStation 5     | TBA                | Alkimia Interactive, Gate21                   | [ 168 ] |
| Gothic                                                       | Xbox Series X/S   | TBA                | Alkimia Interactive, Gate21                   | [ 168 ] |
| Jagged Alliance 3                                            | Microsoft Windows | 14 juillet 2023    | Haemimont Games                               | [ 169 ] |
| Jagged Alliance 3                                            | PlayStation 5     | 14 juillet 2023    | Haemimont Games                               | [ 169 ] |
| Jagged Alliance 3                                            | PlayStation 4     | 14 juillet 2023    | Haemimont Games                               | [ 169 ] |
| Jagged Alliance 3                                            | Xbox Series X/S   | 14 juillet 2023    | Haemimont Games                               | [ 169 ] |
| Jagged Alliance 3                                            | Xbox One          | 14 juillet 2023    | Haemimont Games                               | [ 169 ] |
| Kingdoms of Amalur: Re-Reckoning – Fatesworn                 | Nintendo Switch   | 14 décembre 2021   | Kaiko                                         |         |
| Outcast 2: A New Beginning                                   | Microsoft Windows | 15 mars 2024       | Appeal Studios                                | [ 170 ] |
| Outcast 2: A New Beginning                                   | PlayStation 5     | 15 mars 2024       | Appeal Studios                                | [ 170 ] |
| Outcast 2: A New Beginning                                   | Xbox Series X/S   | 15 mars 2024       | Appeal Studios                                | [ 170 ] |
| Project: Minerva                                             | TBA               | TBA                | Grimlore Games                                | [ 171 ] |
| Space for Sale                                               | Microsoft Windows | TBA                | Mirage Game Studios                           | [ 172 ] |
| SpellForce: Conquest of Eo                                   | Microsoft Windows | 3 février 2023     | Owned by Gravity                              | [ 173 ] |
| Stuntfest: World Tour                                        | Microsoft Windows | TBA                | Pow Wow Entertainment                         | [ 174 ] |
| Wreckreation                                                 | Microsoft Windows | TBA                | Three Fields Entertainment                    | [ 175 ] |
| Wreckreation                                                 | PlayStation 4     | TBA                | Three Fields Entertainment                    | [ 175 ] |
| Wreckreation                                                 | PlayStation 5     | TBA                | Three Fields Entertainment                    | [ 175 ] |
| Wreckreation                                                 | Xbox One          | TBA                | Three Fields Entertainment                    | [ 175 ] |
| Wreckreation                                                 | Xbox Series X/S   | TBA                | Three Fields Entertainment                    | [ 175 ] |
| South Park: Snow Day!                                        | Microsoft Windows | 26 mars 2024       | South Park Digital Studios                    | [ 175 ] |
| South Park: Snow Day!                                        | Nintendo Switch   | 26 mars 2024       | South Park Digital Studios                    | [ 175 ] |
| South Park: Snow Day!                                        | PlayStation 5     | 26 mars 2024       | South Park Digital Studios                    | [ 175 ] |
| South Park: Snow Day!                                        | Xbox Series X/S   | 26 mars 2024       | South Park Digital Studios                    | [ 175 ] |
| Style Savvy: HD Collection                                   | Nintendo Switch   | N.C                | Nintendo / Syn Sophia                         |         |
| Yu-Gi-Oh! Duel Links - Console Edition                       | Xbox One          | N.C                | Konami                                        |         |
| Yu-Gi-Oh! Duel Links - Console Edition                       | PlayStation 4     | N.C                | Konami                                        |         |
| Yu-Gi-Oh! Duel Links - Console Edition                       | Nintendo Switch   | N.C                | Konami                                        |         |
| Style Savvy: Fashion Famous                                  | Nintendo Switch   | N.C                | Nintendo / Syn Sophia                         |         |